# Isidre Puig i Boada
Isidre Puig i Boada (Barcelona, 20 d'abril de 1891 - Barcelona, 13 de juliol de 1987) fou un arquitecte català.

## Biografia
Va néixer a la Ronda de Sant Pere de Barcelona el 1891, fill d'un comerciant procedent de Torroella de Montgrí, Isidre Puig i Ros, natural de Gualba, i de Mercè Boada i Tartàs, natural de Barcelona. Fou titulat arquitecte el 8 de maig de 1915. Mentre era estudiant ja conegué Antoni Gaudí de qui esdevindria deixeble i col·laborador. A més a més fou un gran estudiós de l'obra del seu mestre; el 1929 publicà un estudi sobre la Sagrada Família, del que se n'han fet diverses edicions, fruit de la coneixença de la manera de pensar de Gaudí i de les converses mantingudes amb ell. Per a fer l'estudi tingué a casa seva documentació i plànols de l'obra gaudiniana que retornà al taller de l'arquitecte justament poc abans de la crema de la Guerra Civil del 1936, cosa de la qual se'n lamentà tota la vida, ja que si no hagués retornat la documentació amb tanta rapidesa potser s'hauria salvat de la crema. També escrigué sobre la capella de la Colònia Güell i publicà diversos articles a la revista 'Temple'.
De la Sagrada Família en va ser codirector de les obres durant els anys 1950 i director entre 1966 i 1974. Fou el responsable de la restauració de les maquetes de guix que havien estat malmeses durant la Guerra Civil i en col·laboració amb Francesc de Paula Quintana i Vidal i Lluís Bonet i Garí es van encarregar de la nova façana de la Passió. També dibuixà els plànols de la sagristia ajustant-se a la idea original de Gaudí.
Autor de diversos edificis civils a Barcelona, Pineda de Mar i Blanes, i d'esglésies a Mollerussa, Pujalt, Balaguer, Artesa de Segre, Térmens, La Guàrdia d'Urgell i Palau de Plegamans (Església de Sant Genís). Va restaurar la Catedral de Solsona, on va construir el seminari major. Té una primera etapa clarament noucentista (cases del carrer Vilana i casa Vilardaga de Vallvidrera) amb solucions simples, alternança de galeries i terrasses i motlluratge clàssic en cornises i elements decoratius.
A partir dels anys 1950 es decidí per aplicar les formes gaudinianes amb la seva pròpia interpretació, especialment l'ús de les voltes de maó de pla vist i els arcs parabòlics. Però sempre buscant la simplicitat i la sobrietat.
Es va casar amb Margarida Doria i Puigoriol. Fou pare del joier barceloní Josep Maria Puig Doria.

## Obres

### Artesa de Segre
| Any  | Nom                                                  | Ubicació         | Descripció | Estat    | Foto                                                                           |
| ---- | ---------------------------------------------------- | ---------------- | --- | -------- | ------------------------------------------------------------------------------ |
| 1965 | Església parroquial de la Mare de Déu de l'Assumpció | C/ de l'Església | Edifici basilical de tres naus i campanar de planta cilíndrica amb contraforts. Façanes d'obra vista i interior amb arcs parabòlics. | Correcte | Església parroquial de la Mare de Déu de l'Assumpció, a Artesa de Segre (1965) |

### Vilassar de Mar
| Any     | Nom          | Ubicació            | Descripció | Estat    | Foto         |
| ------- | ------------ | ------------------- | --- | -------- | ------------ |
| c. 1920 | Liceu Dalmau | C/ Sant Magí, 28-32 | Casa de doble cós, amb porxada d'ingrés sostinguda per dues columnes d'influència gaudiniana. Fou la seu d'una de les escoles promogudes pel pedagog Delfí Dalmau i Gener. | Correcte | Liceu Dalmau |

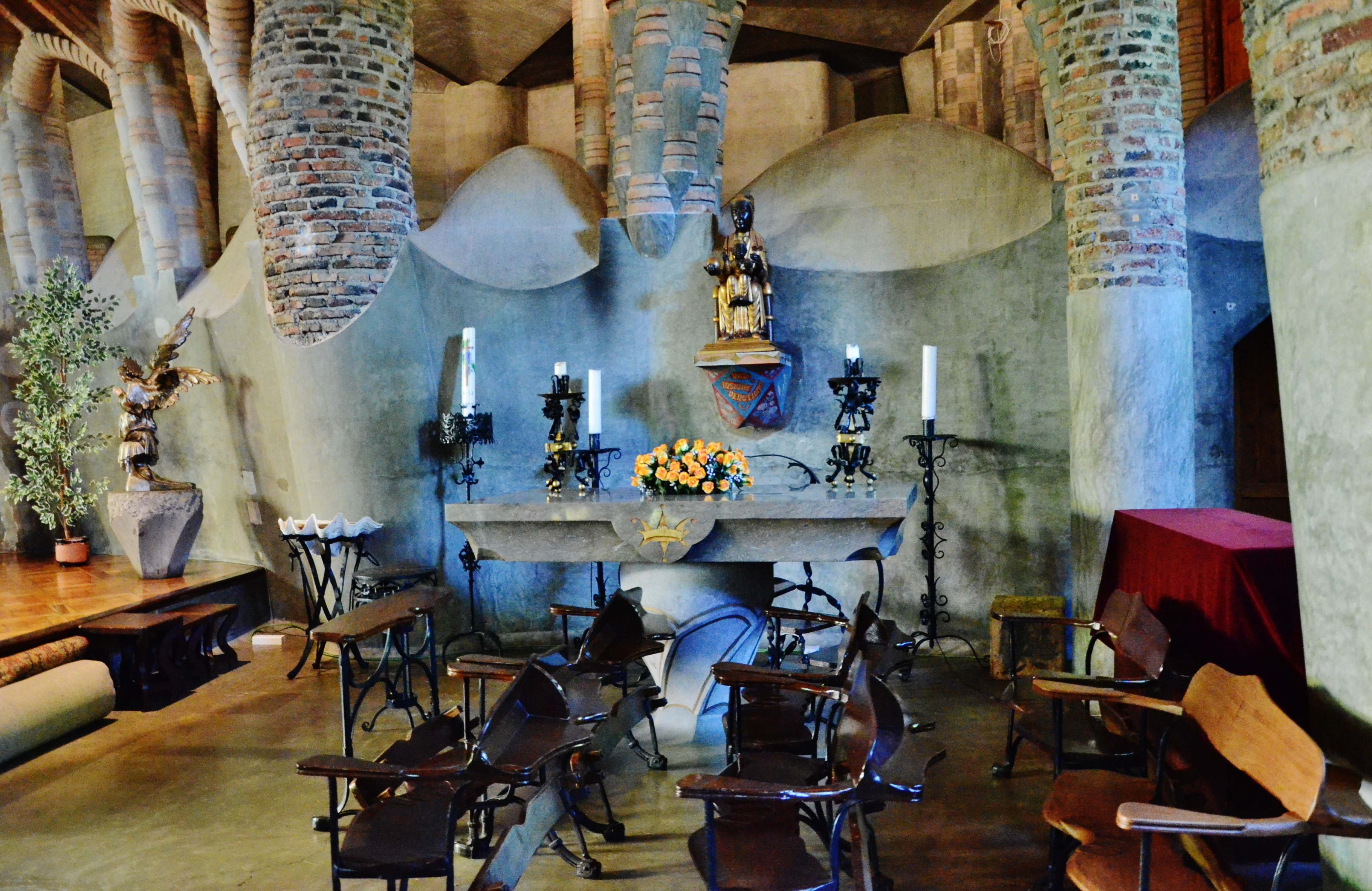
Altar dedicat a la Verge de Montserrat, obra d'Isidre Puig i Boada, a la Cripta de la Colònia Güell
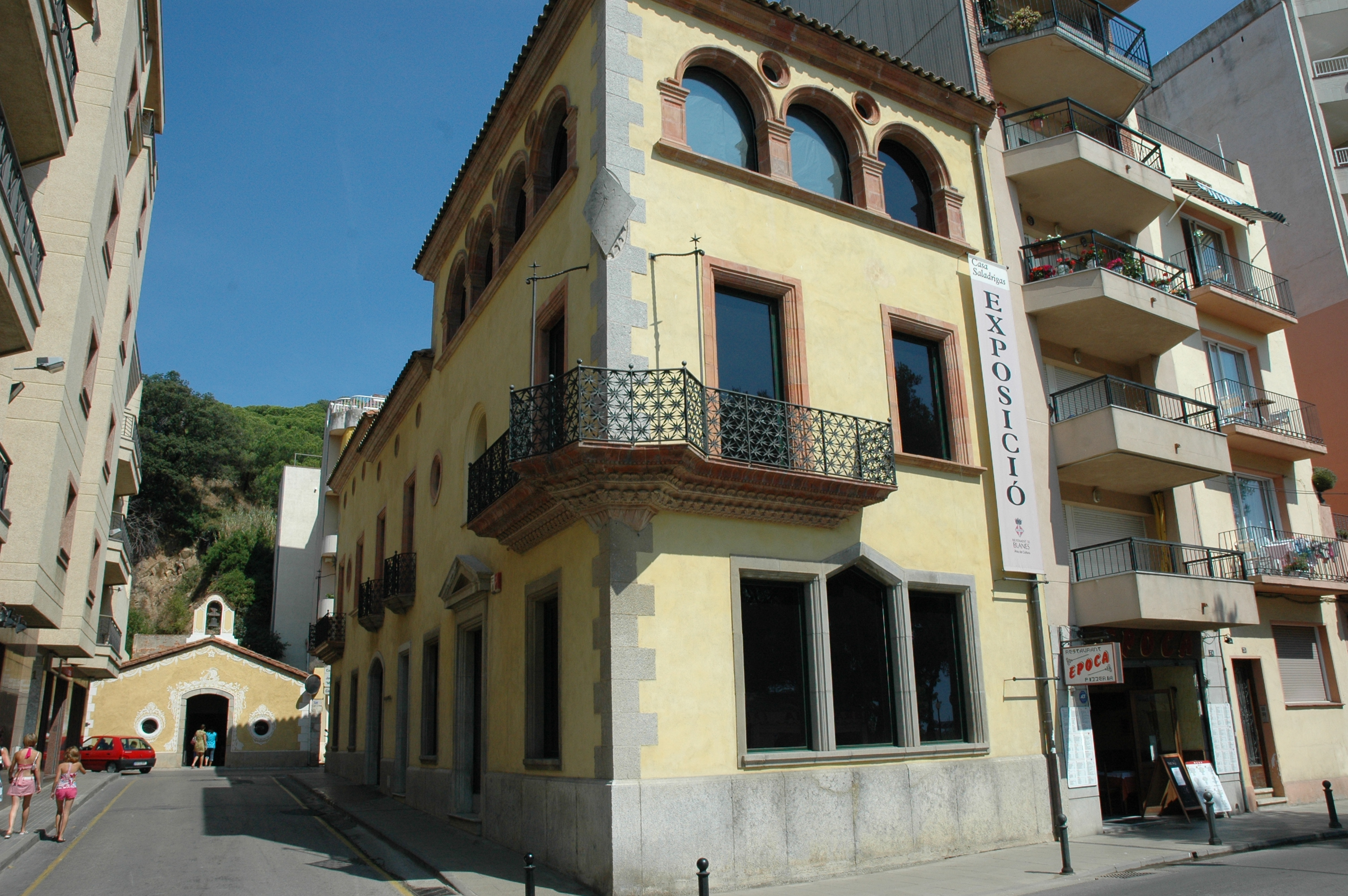
Casa Saladrigas, a Blanes (1918)
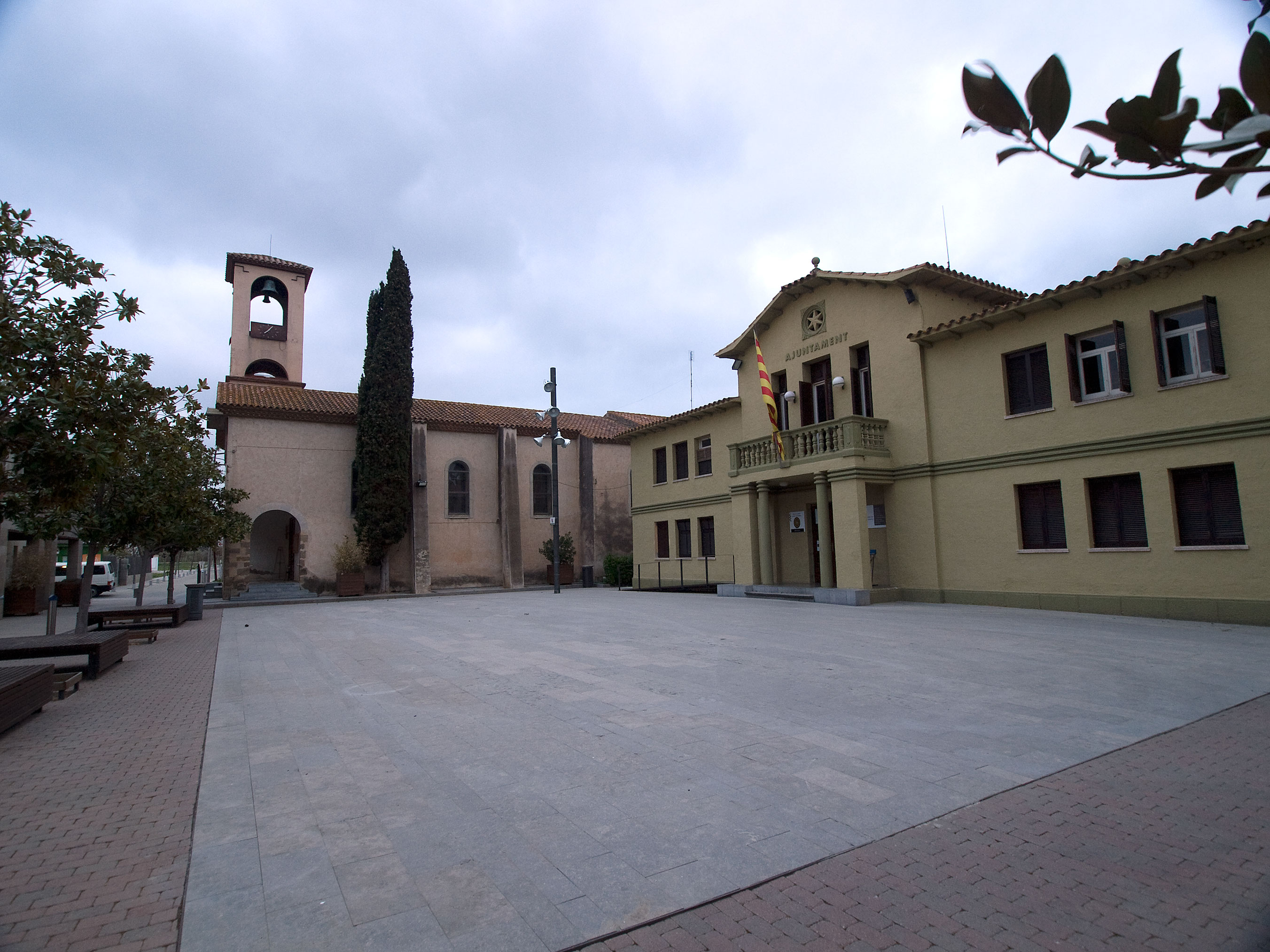
Església parroquial de Santa Susanna (dècada de 1940)
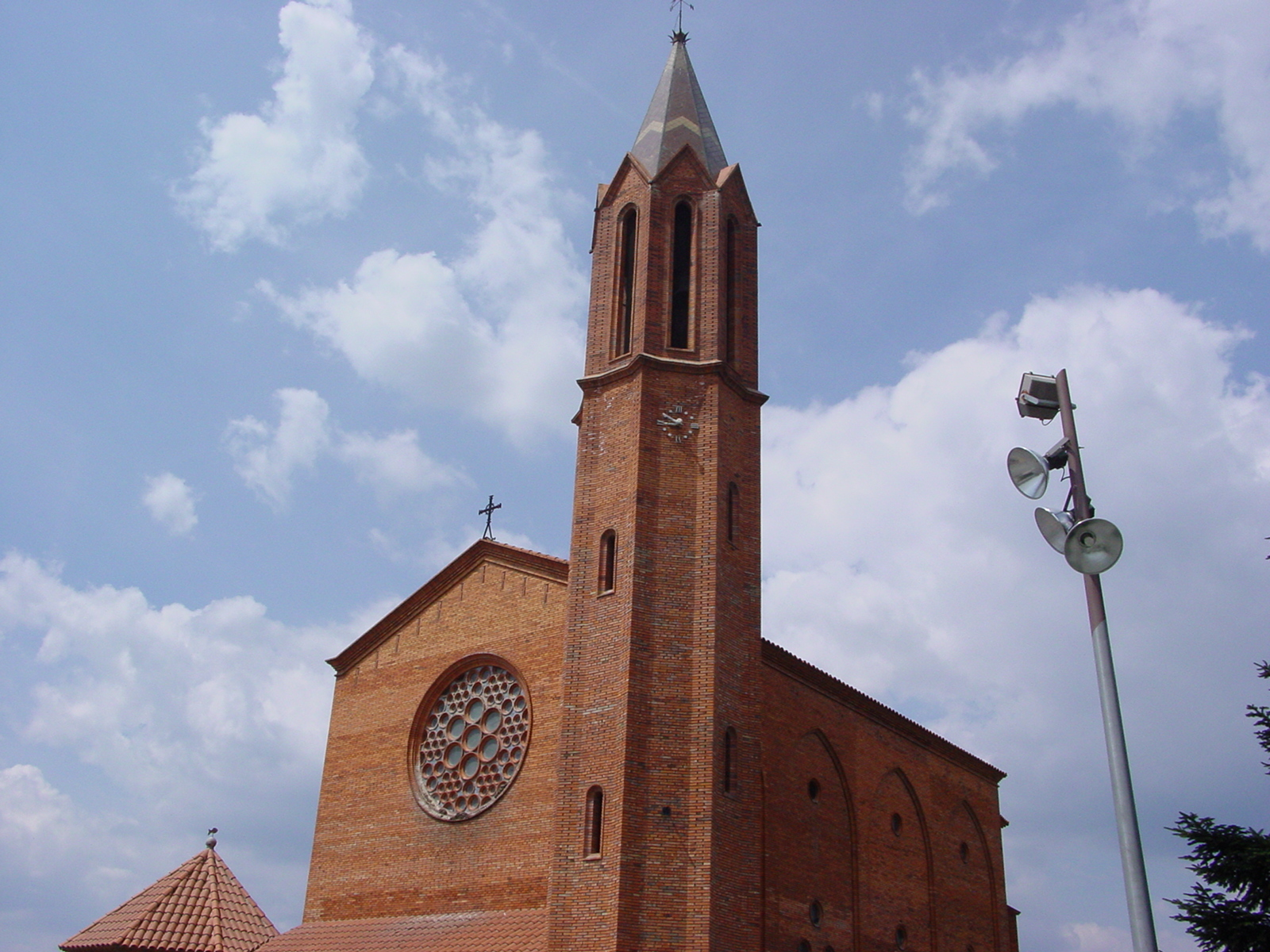
Església de Sant Genís (Palau-solità i Plegamans) (1944)
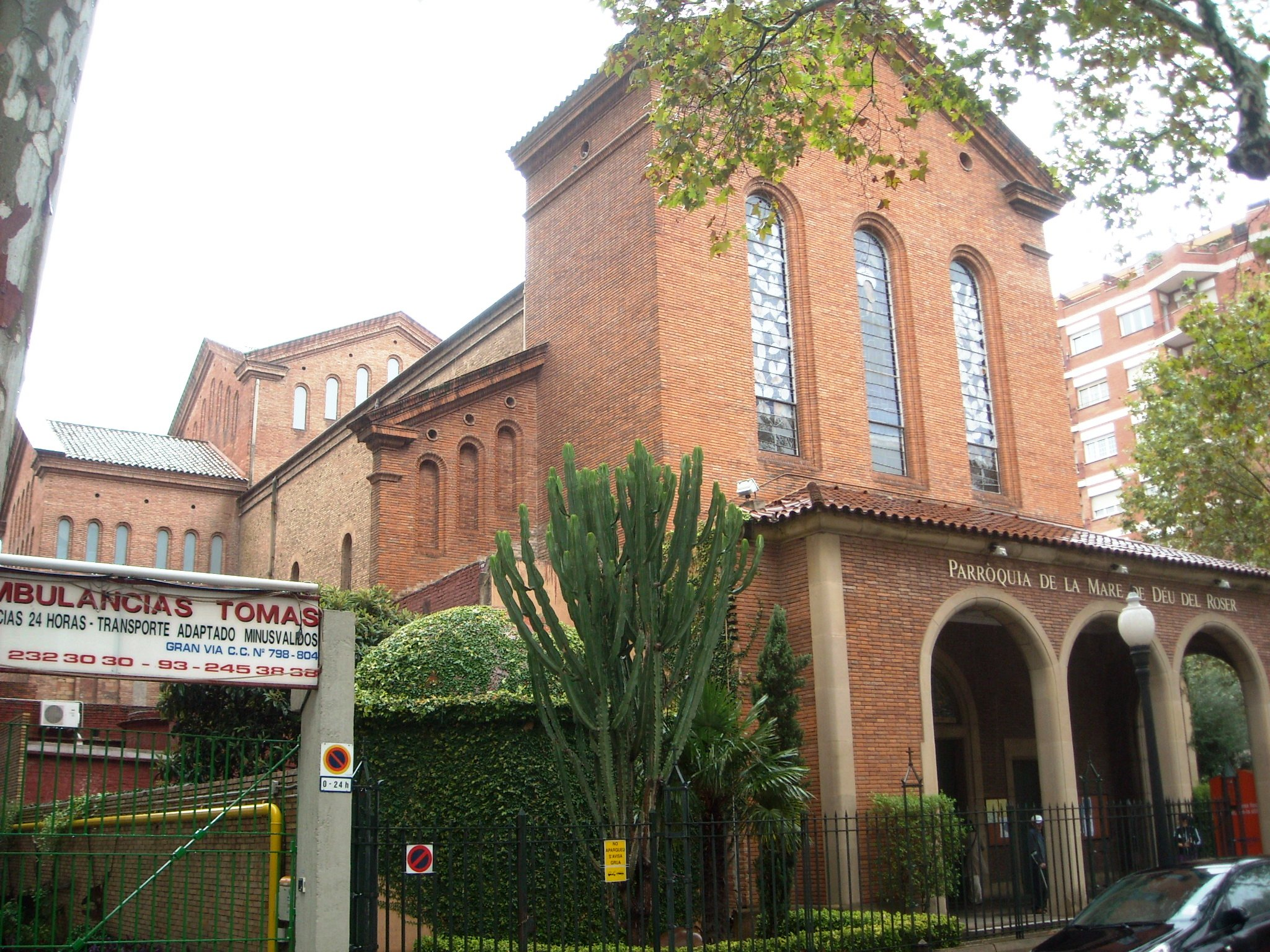
Església del Roser, al barri del Fort Pienc, Barcelona (1955)

## Obres escrites
- El Temple de la Sagrada Família (1929)
- L'església de la Colònia Güell
- El pensament de GaudíCompilació de textos i comentaris. Publicacions del Col·legi d'Arquitectes de Catalunya, Barcelona (1981).
- Set noves esglésies al Bisbat d'Urgell (1981)